# پدربزرگ (فیلم ۱۹۱۳)
پدربزرگ (انگلیسی: Granddad) یک فیلم به کارگردانی توماس اچ. اینس است که در سال ۱۹۱۳ منتشر شد.
از بازیگران آن می‌توان به ویلیام دزموند تیلور، میلدرد هریس، و فرانک بورزیگی اشاره کرد.